# انتون کویینمیل
انتون کویینمیل (انگلیسی: Antón Quindimil؛ زادهٔ ۲۳ نوامبر ۱۹۹۹) بازیکن فوتبال اهل اسپانیا است.